# 1996 en littérature
| Années de la littérature : 1993 - 1994 - 1995 - 1996 - 1997 - 1998 - 1999    |
| Décennies de la littérature : 1960 - 1970 - 1980 - 1990 - 2000 - 2010 - 2020 |

Cet article présente les faits marquants de l'année 1996 en littérature.

## Évènements
- La poète québécoise Denise Desautels devient vice-présidente de l’Académie des lettres du Québec. Elle le restera jusqu'en 2002.

## Parutions

### Bande dessinée
Tous les albums de BD sorti en 1996

### Biographies
- Gérard Leclerc et Florence Muracciole : L'Héritier rebelle, éd. Jean-Claude Lattès. Biographie de Lionel Jospin.
- Olivier et Marguerite Mathieu, Carlo Gozzi, le dernier Vénitien, (1720-1805).
- Alessandro Vezzosi, Léonard de Vinci : Art et science de l’univers, coll. « Découvertes Gallimard » (no 293), éd. Gallimard.
- Robert Belleret : Leo Ferré, une vie d'artiste. Actes Sud.

### Essais
- Baudouin de Bodinat, La Vie sur terre, tome 1, Éditions de l'Encyclopédie des Nuisances.
- Jean Dutourd, Le Feld-Maréchal von Bonaparte, éd. Flammarion.
- Encyclopédie des Nuisances, Remarques sur la paralysie de décembre 1995.
- Bernard-Henri Lévy : Le Lys et la cendre. Journal d'un écrivain au temps de la guerre en Bosnie.
- Denis Guedj, L'Empire des nombres, coll. « Découvertes Gallimard » (no 300), éd. Gallimard.
- George Orwell, Essais, Articles, Lettres. Volume II (1940-1943), traduit par Anne Krief, Michel Pétris et Jaime Semprun, Éditions Ivrea en coédition avec les Éditions de l'Encyclopédie des Nuisances.
- Philippe Sollers, La guerre du goût, Éditions Gallimard.

#### Histoire
- Marc Boyer, L'Invention du tourisme, coll. « Découvertes Gallimard » (no 288), éd. Gallimard.
- Jean-Louis Brunaux, Les Religions gauloises, éd. Errance.
- Jacques Chocheyras, Tristan et Iseut, genèse d'un mythe littéraire, éd. Honoré Champion.

#### Politique
- Dany-Robert Dufour (philosophe) : Folie et démocratie, éd. Gallimard.
- Viviane Forrester, L'Horreur économique, Éditions Fayard.
- William Morris, L'Âge de l'ersatz et autres textes contre la civilisation moderne, Éditions de l'Encyclopédie des Nuisances.
- Michel Rocard : Éthique et démocratie.
- Jean-Christophe Rufin et François Jean : Économie des guerres civiles, éd. Hachette.
- Jean-Christophe Rufin, Arnaud de La Grange et Jean-Marc Balancie : Mondes rebelles, éd. Michalon.

#### Politique en France
- Jean-Edern Hallier, L'Honneur perdu de François Mitterrand, éd. Les Belles-Lettres.
- Martin Hirsch, L'Affolante Histoire de la vache folle, éd. Balland.
- Nonna Mayer et Pascal Perrineau : Le Front national à découvert, éd. Presses de la Fondation nationale des sciences politiques, nouvelle édition.
- Michel Soudais, Le Front national en face, éd. Flammarion  (ISBN 978-2-08-067251-3).

#### Sociologie et société
- Jean Baudrillard, La Société de consommation, éd. Gallimard, coll. « Folio essais », 318 pages.
- Guy Debord, La Société du spectacle, éd. Gallimard, coll. « Folio essais », 208 pages.
- Claude Gubler, Le Grand Secret, retiré de la vente par référé deux jours après sa parution ; il ne sera réédité qu'en 2005.

### Journal intime
- Marc-Édouard Nabe, Inch'Allah, éditions du Rocher, 962 p.

### Livres d'Art et sur l'art
- Miyeko Murase, L'art du Japon, éd. LGF - Livre de Poche, collection La Pochothèque, 414 pages,  (ISBN 978-2-253-13054-3)
- Alessandro Vezzosi, Léonard de Vinci : Art et science de l’univers, coll. « Découvertes Gallimard » (no 293), éd. Gallimard.

### Poésie
- Jacques Brault, Poèmes choisis (1965-1990), éditions du Noroît.
- Matilde Camus, poète espagnole publie Reflexiones a medianoche ("Pensées de minuit").
- Bernard Collin, Perpétuel voyez Physique, Éditions Ivrea.
- Jean Grosjean, Nathanaël, Gallimard.
- Eugène Guillevic, Possibles futurs, Gallimard.
- Markus Hediger, Ne retournez pas la pierre, Éditions de l'Aire.
- Philippe Jaccottet, La Seconde Semaison, Gallimard.
- Publication posthume de Conversations avec mon corps (Talking to My Body), traduction anglaise de Czesław Miłosz et Leonard Nathan, (Copper Canyon Press),  (ISBN 978-1-55659-108-2) de la poétesse polonaise Anna Świrszczyńska (1909-1984) (sous le pseudonyme d'Anna Swir).

### Publications
- Jean-Marie Pelt, Les Langages secrets de la nature, éd. Fayard.
- Jean-Marie Pelt, De l’univers à l’être, éd. Fayard.

### Romans
Tous les romans parus en 1996

#### Auteurs francophones
- Dominique Barbéris : La Ville (premier roman), éd. Gallimard.
- Jean Rolin, L'Organisation, éd. Gallimard.
- Laurence Cossé, Le Coin du voile, éd. Gallimard.
- Patrick Grainville, Le Lien, éd. du Seuil.
- Pierre Leroux, Le Rire des femmes, éd. Les Intouchables
- Pierre Michon, Le Roi du bois, éd. Verdier.
- Anne Wiazemsky, Hymnes à l'amour, prix RTL-Lire.
- Michel Falempin, La Prescription, Éditions Ivrea.
- Seydi Sow, Misères d'une boniche (premier roman), Éditions L'Harmattan.
- Éliette Abécassis, Qumran, éd. Ramsay.
- Geneviève Brisac, Week-end de chasse à la mère, éd. de l'Olivier, prix Femina.
- Eric Holder, Mademoiselle Chambon

#### Auteurs traduits
- Caleb Carr : L'Aliéniste (traduit en français en 1999)
- Camilo José Cela : La Ruche, éd. Gallimard, coll. L'Imaginaire. Prix Nobel de littérature de 1989.
- Helen Fielding : Le Journal de Bridget Jones
- Don Winslow (américain), Le Miroir de Bouddha, éd. Gallimard.

### Théâtre
- Éric-Emmanuel Schmitt, L'école du diable

## Principaux décès
- 28 janvier : Jerry Siegel, scénariste américain de comics, mort à 81 ans.
- 11 février : Brian C. Daley, écrivain américain de science-fiction, mort à 48 ans.
- 12 février : Bob Shaw, écrivain britannique de science-fiction, mort à 64 ans.
- 3 mars : Marguerite Duras, écrivaine française (° 4 avril 1914).
- 23 avril : Pamela L. Travers (pseud. de Helen Lyndon Goff), femme de lettres australienne (° 9 août 1899).
- 14 juin : Gesualdo Bufalino, écrivain italien. (° 15 novembre 1920).
- 14 décembre : Gaston Miron, poète et éditeur québécois (° 8 janvier 1928).
- 20 décembre :  Carl Sagan, scientifique, astronome et écrivain américain de science-fiction, mort à 62 ans.